# Oldenlandia aretioides
Oldenlandia aretioides är en måreväxtart som beskrevs av Friedrich Vierhapper. Oldenlandia aretioides ingår i släktet Oldenlandia och familjen måreväxter. IUCN kategoriserar arten globalt som otillräckligt studerad. Inga underarter finns listade i Catalogue of Life.